# Федеративные Штаты Микронезии на Олимпийских играх
Федеративные штаты Микронезии принимали участие в 6 летних Олимпийских играх, дебютировав на летней Олимпиаде в Сиднее в 2000 году. За всё время выступления страны в Играх приняли участие 29 спортсменов (17 мужчин и 12 женщин), выступавших в соревнованиях по боксу, греко-римской борьбе, лёгкой атлетике, плаванию и тяжёлой атлетике. В зимних Олимпийских играх представители страны никогда не участвовали.
Спортсмены Микронезии никогда не завоёвывали олимпийских медалей. Наивысший результат среди микронезийских спортсменов на Играх показал тяжелоатлет Мануэль Мингинфел, занявший 10-е место в 2004 году. Данный атлет также выступал знаменосцем сборной Микронезии на четырех из пяти Олимпийских играх, в которых участвовали спортсмены, представлявшие Микронезию.
Национальный олимпийский комитет Федеративных Штатов Микронезии был создан в 1995 году и признан МОК в 1997 году.

## Медальный зачёт

### Летние Олимпийские игры
| Игры                | Спортсменов | Золото | Серебро | Бронза | Всего | Место |
| ------------------- | ----------- | ------ | ------- | ------ | ----- | ----- |
| 2000 Сидней         | 5           | 0      | 0       | 0      | 0     | —     |
| 2004 Афины          | 5           | 0      | 0       | 0      | 0     | —     |
| 2008 Пекин          | 5           | 0      | 0       | 0      | 0     | —     |
| 2012 Лондон         | 6           | 0      | 0       | 0      | 0     | —     |
| 2016 Рио-де-Жанейро | 5           | 0      | 0       | 0      | 0     | —     |
| 2020 Токио          | 3           | 0      | 0       | 0      | 0     | —     |
| Всего               | Всего       | 0      | 0       | 0      | 0     |       |

## Количество участников на летних Олимпийских играх
| Вид спорта           | 2000 | 2004 | 2008 | 2012 | 2016 | 2020 | Всего  |
| -------------------- | ---- | ---- | ---- | ---- | ---- | ---- | ------ |
| Бокс                 |      |      |      |      | 1    |      | 1      |
| Греко-римская борьба |      |      |      | 1(1) |      |      | 1(1)   |
| Лёгкая атлетика      | 2(1) | 2(1) | 2(1) | 2(1) | 2(1) | 1    | 11(5)  |
| Плавание             | 2(1) | 2(1) | 2(1) | 2(1) | 2(1) | 2(1) | 12(6)  |
| Тяжёлая атлетика     | 1    | 1    | 1    | 1    |      |      | 4      |
| Всего спортсменов    | 5(2) | 5(2) | 5(2) | 6(2) | 5(3) | 3(1) | 29(12) |

- в скобках приведено количество женщин в составе сборной